# Ткаліч Тарас Анатолійович
Тара́с Анато́лійович Тка́ліч (народився 20 серпня 1971) — лейтенант Збройних сил України, учасник російсько-української війни.

## Короткий життєпис
У складі 95-ї бригади брав участь у боях на сході України. Мобілізований 2014-го, командир десантного відділення 4-ї роти 2-го батальйону. 13 травня 2014-го під час супроводження на блокпости розрахунків 82-мм мінометів 2Б-9 та продовольства біля села Маячка Слов'янського району колону обстріляли з гранатометів, терористи вели щільний вогонь із засідок зі стрілецької зброї. Перші постріли поцілили в двигун другого БТР та автомобіль ГАЗ-66, у бою при відбитті нападу загинуло 6 військовослужбовців — майор Вадим Заброцький, сержанти Віталій Рудий й Олег Славіцький, молодший сержант Сергій Хрущ, солдат Олександр Якимов. Тарас перебував у другому БТР, зазнав поранення, після чого довго лікувався, командир — Віталій Дульчик, перебував на броні, коли почався обстріл.
Демобілізований, станом на березень 2015 року — голова громадської організації «Всеукраїнська спілка ветеранів АТО». Входить до складу конкурсної комісії спеціалізованої антикорупційної прокуратури.
На виборах до Київської міської ради 2015 року балотувався від Української партії «Єдність». На час виборів проживав у Києві, був головою ГО «Всеукраїнська спілка ветеранів АТО».
Член Консультативної ради у справах ветеранів війни, сімей загиблих (померлих) захисників України.

## Нагороди
За особисту мужність, сумлінне та бездоганне служіння Українському народові, зразкове виконання військового обов'язку відзначений — нагороджений
- 10 жовтня 2015 року орденом «За мужність» III ступеня.
- Лицарський хрест родини Мазеп — березень 2015
- 15 червня 2020 року — медаллю «За військову службу Україні»[3].